# St. Nikolaus (Rammersberg)

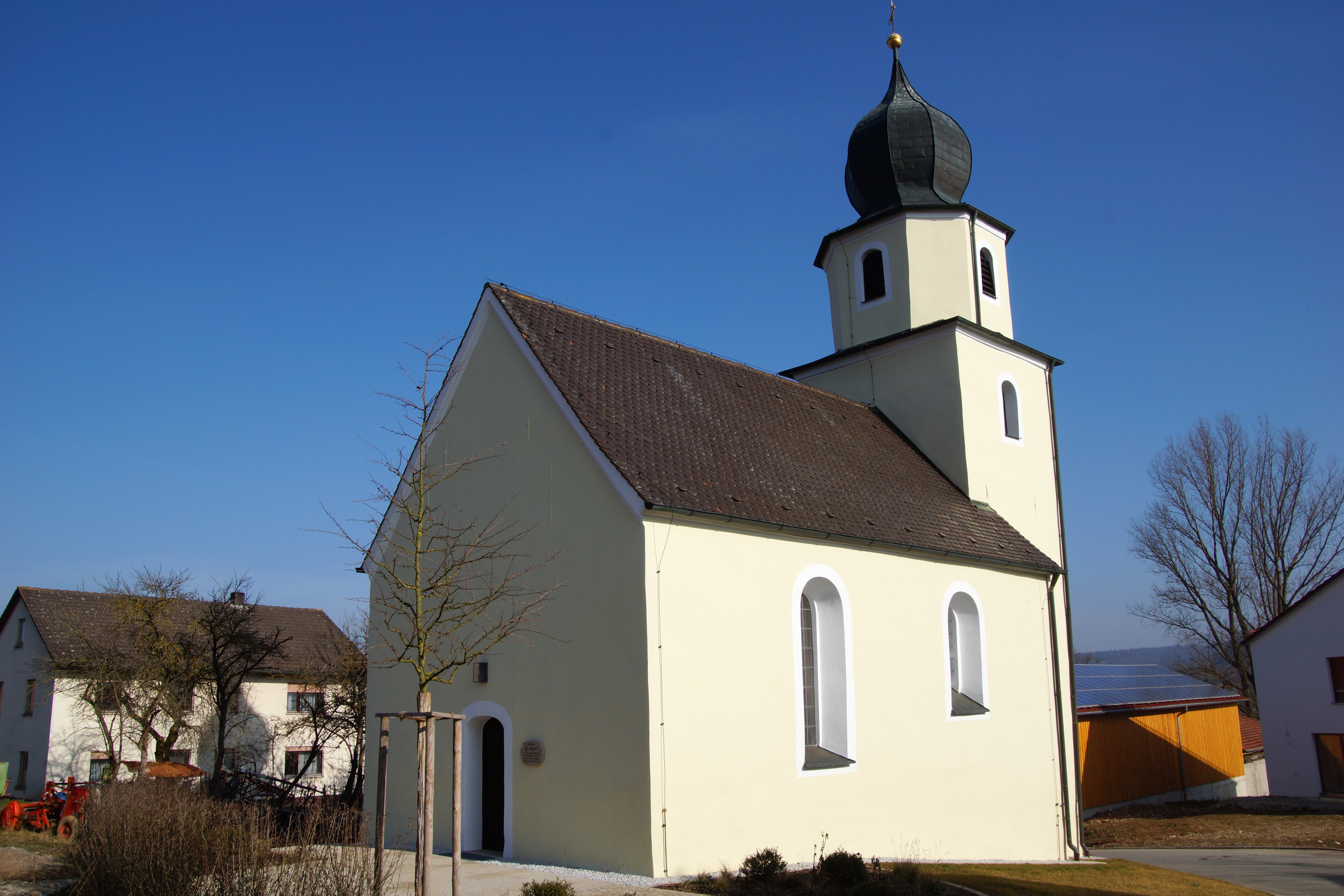
St. Nikolaus (Rammersberg)

Die römisch-katholische, denkmalgeschützte Filialkirche St. Nikolaus steht in Rammersberg, einem Gemeindeteil der Stadt Velburg im Landkreis Neumarkt in der Oberpfalz. Die Kirche gehört zum Bistum Eichstätt. Das Bauwerk ist unter der Denkmalnummer D-3-73-167-104 als Baudenkmal in die Bayerische Denkmalliste eingetragen.

## Beschreibung
Die Saalkirche wurde 1654 errichtet, nachdem der Vorgängerbau im Dreißigjährigen Krieg zerstört worden war. Sie besteht aus einem Langhaus, das mit einem Satteldach bedeckt ist, und einem Chorturm auf querrechteckigem Grundriss im Osten, der später mit einem achteckigen Geschoss, das hinter den Klangarkaden den Glockenstuhl mit zwei Kirchenglocken beherbergt, aufgestockt und mit einer Zwiebelhaube bedeckt wurde. Der Innenraum des Langhauses ist mit einem Stichkappengewölbe überspannt, der des Chors, d. h. der des Erdgeschosses des Chorturms, mit einer Flachdecke. Auf der Empore im Westen des Langhauses steht eine Orgel. Zur Kirchenausstattung gehört ein Hochaltar aus dem Jahr 1680, der von zwei Säulen flankiert wird.